# Лет, Мария Гудме
Мария Кристина Матея Гудме Лет (дат. Marie Christine Mathea Gudme Leth; 5 октября 1895 — 17 декабря 1997) — датская набойщица (печатание тканей), бывшая новатором в введении трафаретной печати в промышленное производство. В 1941 году она открыла свою собственную мастерскую, где сначала специализировалась на создании принтов с цветами и животными, а затем перешла к геометрическим узорам.

## Ранняя биография
Родившаяся в Орхусе Лет посещала Школу промышленных искусств и ремёсел для женщин, прежде чем поступить в Датскую королевскую академию изящных искусств. В 1921 году она отправилась на Яву, где провела три года со своей сестрой. Там Лет познакомилась с индонезийскими техниками, связанными с изготовлением батика. Поскольку она стремилась поднять статус текстильной печати до уровня других ремёсел, то вскоре начала экспериментировать с блочной печатью. Поскольку в Дании не было образовательного центра для печатного текстиля, Лет уехала во Франкфурт-на-Майне в 1930 году, где изучала печатную окраску в школе дизайна и разрабатывала свой собственный подход к этому ремеслу. В 1934 году она вернулась в Германию, чтобы изучить трафаретную печать.

## Карьера
В 1931 году Лет поняла, что промышленные методы, основанные на трафаретной печати, с которыми она познакомилась во время посещения немецкой фабрики в 1931 году, могут быть применимы и к текстильной печати. В результате она открыла и стала соучредителем Датской ситцевой печатной фабрики (дат. Dansk Kattuntrykkeri) в 1935 году. В 1940 году, когда это производство уже успешно работало, Лет открыла собственную дизайн-студию. С 1931 по 1948 год она также обучала текстильной печати в школе искусств и ремёсел. Среди её учеников были Дорте Рошу и Рольф Миддлбо.
Узоры Лет, напечатанные на льне или хлопке, часто были выполнены в двух оттенках одного цвета, преимущественно синего или зелёного. Её более ранние блоковые печатные работы, включая Jagten, Landsby и Mexico, были вдохновлены как датскими темами, так и её опытом пребывания за границей. Для них были характерны простые рисунки, как в книжках с картинками. Её садовые принты с животными включали в себя изображения лягушек, улиток и змей. Используя технику трафаретной печати, она смогла развить свои блочные печатные узоры до силуэтоподобных отпечатков, где датские растительные узоры смешивались с узорами из первобытных лесов, как в её принтах Orkidé. Это, в свою очередь, привело её к более свободным, более естественным цветочным узорам, в то время как её цветовые комбинации эволюционировали от нескольких контрастных цветов до большого разнообразия их сочетаний. В 1950-е годы Лет отказалась от своего свободного стиля, выбрав вместо него строго геометрические узоры, хотя и сохранила интерес к гармоничным цветовым сочетаниям. В 1955 году путешествие в Равенну, где она познакомилась с древними мозаиками, вдохновило её на создание узоров с четырьмя или пятью цветами, изображающими маленькие медальоны, сердца, листья и волнистые линии, в то время как её более поздние разработки, такие как Mariati и Beirut, были вдохновлены её поездкой в Турцию и на Ближний Восток.

## Выставки и награды
Начиная с 1930-х годов Лет участвовала во всех крупных выставках датского дизайна в своей стране и за рубежом. Она была награждена золотыми медалями на Парижской всемирной выставке в 1937 году и на Миланской триеннале в 1951 году. На выставке, посвященной 25-летию её фабрики в 1960 году, рассказывалось, что она является не только делом жизни Лит, но и историей нового датского ремесла. В 1977 году была проведена ретроспективная выставка её работ в Датском музее искусства и дизайна, где до сих пор хранятся многие её работы.